# Uesugi Norimasa
Uesugi Norimasa (上杉 憲政?; 1523 – 13 aprile 1579) è stato un daimyō giapponese del periodo Sengoku. Fu il padre adottivo di Uesugi Kenshin, uno dei più famosi daimyō del Giappone feudale.

## Biografia

Mon del clan Uesugi

Alla battaglia di Kawagoe del 1545 entrambi i rami principali della famiglia Uesugi furono sconfitti da Hōjō Ujiyasu del clan Hōjō. Nel 1546 fu sconfitto nuovamente nella battaglia di Odaihara, questa volta da Takeda Shingen.
Le campagne di Norimasa continuarono solo per essere sempre meno incisive. Nel 1551 fu sconfitto ancora una volta da Hōjō Ujiyasu e fuggì nella provincia di Echigo, dove chiese asilo al suo vassallo Nagao Kagetora. Nagao accettò di offrire rifugio e protezione al suo signore ma a dure condizioni. Norimasa dovette dichiarare suo erede Nagao, e di concedergli i titoli di Signore di Echigo e Kantō kanrei. Nagao quindi cambiò il suo nome in Uesugi, in modo da continuare l'eredità di Norimasa; prese il nome di Terutora che dopo poco tempo cambiò in Kenshin.
A Norimasa fu assegnata della terra nella provincia di Kozuke, ma dopo la morte di Kenshin nel 1578, Norimasa supportò Uesugi Kagetora nella guerra civile con Uesugi Kagekatsu per la successione. Norimasa fu ucciso in seguito alla sconfitta di Kagetora nell'assedio di Ōtate.